# Psalidopodidae

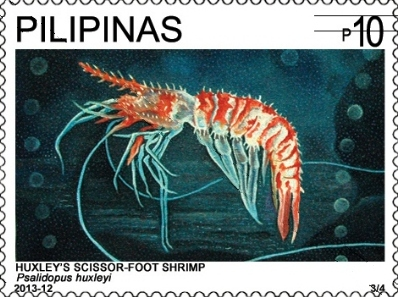
Selo filipino de 2013 com a ilustração da espécie Psalidopus huxleyi

Psalidopodidae é uma família de crustáceos decápodes da infraordem Caridea (camarões) que integra a superfamília monotípica Psalidopodoidea. A família integra um único género extante conhecido, o género Psalidopus, com apenas três espécies validamente descritas, uma na parte ocidental do Oceano Atlântico e duas no Indo-Pacífico.

## Géneros e espécies
A superfamíia Psalidopodoidea integra apenas a família Psalidopodidae e esta o género Psalidopus, com distribuição natural no Atlântico e no Indo-Pacífico. O género Psalidopus integra as seguintes espécies:
- Psalidopus barbouri — espécie com distribuição nos taludes continentais e insulares da Flórida, das Bahamas e do Golfo do México, partes do Mar das caraíbas, estendendo-se talvez até às costas do Suriname.[2] P. barbouri ocorrem em habitats com fundos de grande declive, lodosos, por vezes de areias lodosas, a profundidades de 400–800 m, com temperaturas da água de 6,1 a 10,0 °C.[2] Os adultos apresentam carapaças com comprimentos de 13–32 mm, com o comprimento total do animal, desde o extremo do rostrum até ao extremo da cauda, com cerca de 5,5 vezes o comprimento da carapaça.[2]
- Psalidopus huxleyi — espécie com distribuição natural nos taludes continentais e insulares do Oceano Índico, incluindo o Mar das Laquedivas, ao largo do sul da Índia, o Mar de Andaman e o Mar de Timor, bem como no Oceano Pacífico ocidental, desde o sul do Japão às Filipinas, o Mar de Sulu e o Mar das Celebes.[2] P. huxleyi ocorre em habitats de fundos marinhos com forte declive, de várias composições e consistências, a profundidades de 100–500 m, onde a temperatura das águas varia de 5,9 a 13,6 °C.[2] A carapaça tem 10–30 mm de comprimento.[2]
- Psalidopus tosaensis — uma espécie que habita a região abissal do Indo-Pacífico, a maior profundidade e em águas de temperatura mais baixa do que as restantes espécies de Psalidopus conhecidas. Foi recolhida a cerca de 2800 m de profundidade, em águas com temperatura de 1,6 ºC.[3] Apesar de ter uma distribuição natural conhecida geograficamente mais próxima de P. huxleyi, aparenta ser filogeneticamente mais aparentada com P. barbouri.[3]